# Norman Morrison
Norman Morrison (29. prosince 1933 Erie – 2. listopadu 1965 Arlington County) byl americký kvaker, který se upálil na protest proti válce ve Vietnamu.
Vystudoval náboženství na College of Wooster a žil s manželkou a třemi dětmi v Baltimore, kde pracoval jako tajemník místního náboženského sboru. Byl přesvědčeným pacifistou a otřásly jím zprávy o používání napalmu ve Vietnamu. Dne 2. listopadu 1965 přijel k budově Pentagonu a před zraky své roční dcery Emily se polil hořlavinou a zapálil přímo pod okny ministra obrany Roberta McNamary, na utrpěné popáleniny téhož dne zemřel.
Morrisonův čin se stal inspirací pro protiválečné hnutí, byl připomenut ve francouzském dokumentárním filmu Daleko od Vietnamu. Ve Vietnamu po něm byly pojmenovány ulice a vydána poštovní známka s jeho portrétem, spisovatel Tố Hữu o něm napsal oslavnou báseň.